# الدوري السويدي الممتاز 2010
الدوري السويدي الممتاز 2010 (بالسويدية: Fotbollsallsvenskan 2010) هو الموسم 86 من  الدوري السويدي الممتاز. كان عدد الأندية المشاركة فيه  16، وفاز فيه نادي مالمو.